# Boa Vista Paulista
Boa Vista Paulista é um distrito do município brasileiro de Suzano, que integra a Região Metropolitana de São Paulo.

## História

### Formação administrativa
- Distrito criado pela Lei n° 3.198 de 23/12/1981, com sede no conjunto formado pelos Bairros SESC e Boa Vista e com território pertencente ao Município de Suzano[3][4].

## Geografia

### População
| Crescimento população urbana | Crescimento população urbana | Crescimento população urbana | Crescimento população urbana |
| Censo                        | Pop.                         |                              | %±                           |
| ---------------------------- | ---------------------------- | ---------------------------- | ---------------------------- |
| 1991                         | 29 674                       |                              | —                            |
| 2000                         | 68 112                       |                              | 129,5%                       |
| 2010                         | 82 811                       |                              | 21,6%                        |
| Fonte: IBGE e Fundação SEADE |                              |                              |                              |

Pelo Censo 2010 (IBGE) a população total e urbana do distrito era de 82 811 habitantes.

### Área territorial
A área territorial do distrito é de 21,752 km².

### Bairros
Possui 29 bairros e cerca de 40 mil residências.

## Serviços públicos

### Registro civil
Feito na sede do município, pois o distrito não possui Cartório de Registro Civil das Pessoas Naturais.

### Educação
Conta com 22 escolas municipais, 14 estaduais e 4 creches.

### Saúde
Possui cinco Unidades Básicas de Saúde (UBS).

### Segurança
Conta com uma base da Polícia Militar (PM), um Centro de Detenção Provisória (CDP) e uma Delegacia de Polícia (DP). O distrito possui problemas de segurança pública, possuindo a maior taxa de homicídios do município, entretanto, as taxas desse tipo de crime estão diminuíndo desde o ano 2000. A redução é considerável se forem considerados os dados colhidos até o ano de 2008, dados esse que apontam uma redução de 44,14% desse tipo de crime em todo o município (incluindo Boa Vista).
Os dados tem origem em estatísticas da Secretaria de Segurança Pública do Estado de São Paulo, com dados colhidos pela Fundação Telefônica em parceria com a Prefeitura de Suzano e os institutos Sou da Paz e Papel Solidário. O objetivo desse levantamento é mapear os principais problemas de violência do município, mapear a dinâmica do furto de cabos, os principais programas de prevenção a violência, e mobilizar o poder público e os seus munícipes para as ações que podem ser desenvolvidas a partir do diagnóstico.

### Transporte coletivo
Possui um Terminal Rodoviário com oito linhas de ônibus em operação.

## Infraestrutura

### Saneamento
O serviço de abastecimento de água é feito pela Companhia de Saneamento Básico do Estado de São Paulo (SABESP).

### Energia
A responsável pelo abastecimento de energia elétrica é a EDP São Paulo, antiga Bandeirante Energia.

### Telecomunicações
O distrito era atendido pela Companhia Telefônica da Borda do Campo (CTBC), que inaugurou a central telefônica utilizada até os dias atuais. Em 1998 esta empresa foi vendida juntamente com a Telecomunicações de São Paulo (TELESP) para a Telefônica, que em 2012 adotou a marca Vivo para suas operações.